# Dominic Mafham
Dominic Mafham, född 11 mars 1968, är en brittisk skådespelare.
Mafham har bland annat medverkat i TV-serierna Henry VIII från 2003, Kingdom (2007-2008) och Älska igen från 2023.

## Filmografi (i urval)
- 1998 – Vår gemensamme vän (TV-serie)
- 2003 – Henry VIII (TV-serie)
- 2007–2008 – Kingdom (TV-serie)
- 2023 – Älska igen (TV-serie)
- 2023 – Golda
- 2023 – Vigil (TV-serie)